# Szent Anna-fatemplom (Karuly)
A karulyi Szent Anna-fatemplom műemlékké nyilvánított épület Romániában, Máramaros megyében. A romániai műemlékek jegyzékében az  MM-II-a-A-04553 sorszámon szerepel.